# 帝國學士院
帝國學士院（日语：〔〕／ teikoku gakushiin */?）為1906年至1947年間大日本帝國所設立之國家學術院，並於1947年（昭和22年）12月改稱為日本學士院。
帝國學士院於1906年根據頒布之敕令“《帝國學士院規程》”而設立，並以通過表彰研究者等方式促進日本的學術發展為成立目的。該機構由文部大臣直接管轄，並派任文部官僚為職員的書記。
會員定額60名並通過勅旨任命，原先會員僅以日本列島為主要延攬地區，後隨日本帝國版圖的擴張進而開始向臺灣及南樺太等外地延攬人才，並以優秀的研究者為會員選任依據，未具有日本国籍的研究者凡對日本具有公認貢獻者亦可受延攬。
此外在貴族院設有4席的帝國學士院會員保證席次，井上哲次郎、小野塚喜平次、田中館愛橘等學者便是以此資格就任貴族院議員並於帝國議會具有一定影響力。根據《帝國學士院規程》第9條，帝國學士院為萬國學士院連合會及國際學士院連盟的加盟會員，並國際公認為日本的先進學術院。1947年根據政令將《帝國學士院規程》改稱為《日本學士院規程》，帝國學士院正式改組為日本學士院。

## 組織
内部組織依會員專長分為兩部門，人文科學系、社會科學系的會員所屬於第一部，自然科學系的會員所屬於第二部。設置帝國學士院院長為組織首長，帝國學士院幹事為幹部，並於各部門設立部長一職。

## 活動

### 刊物
帝國學士院為致力於知識的普及和啟蒙，而刊行紀要、學術書、研究書等刊物。1912年，帝國學士院的院刊《帝國學士院紀事》（Proceedings of the Imperial Academy）英文版刊行，並於1942年發行日語版的《帝國學士院紀事》，六年後將《帝國學士院紀事》改稱《帝國學士院紀要》。

### 頒獎
帝國學士院共頒行兩種常態獎項，一是明治44年（1911年）4月創設對學術上有特別顯著的研究者所頒行之恩賜賞，二是同年11月創設對學術上有顯著成果的研究者所頒行之帝國學士院賞。另外為紀念皇太子裕仁親王（昭和天皇）與良子女王（香淳皇后）成婚，額外頒行臨時性的「大阪每日新聞東京日日新聞寄附東宮御成婚記念賞」，該獎項由毎日新聞社捐款設立，後整合入帝國學士院獎中。

## 歷任院長
| 帝國學士院院長 | 帝國學士院院長 | 帝國學士院院長 | 帝國學士院院長 | 帝國學士院院長       |
| 任次           | 姓名           | 就任日         | 退任日         | 備註                 |
| -------------- | -------------- | -------------- | -------------- | -------------------- |
| -              | 加藤弘之       | 1906年         | 1906年         | 東京學士會院院長代理 |
| 1              | 加藤弘之       | 1906年         | 1909年         |                      |
| 2              | 菊池大麓       | 1909年         | 1917年         |                      |
| 3              | 穂積陳重       | 1917年         | 1925年         |                      |
| 4              | 岡野敬次郎     | 1925年         | 1925年         |                      |
| 5              | 櫻井錠二       | 1926年         | 1939年         |                      |
| 6              | 長岡半太郎     | 1939年         | 1947年         |                      |

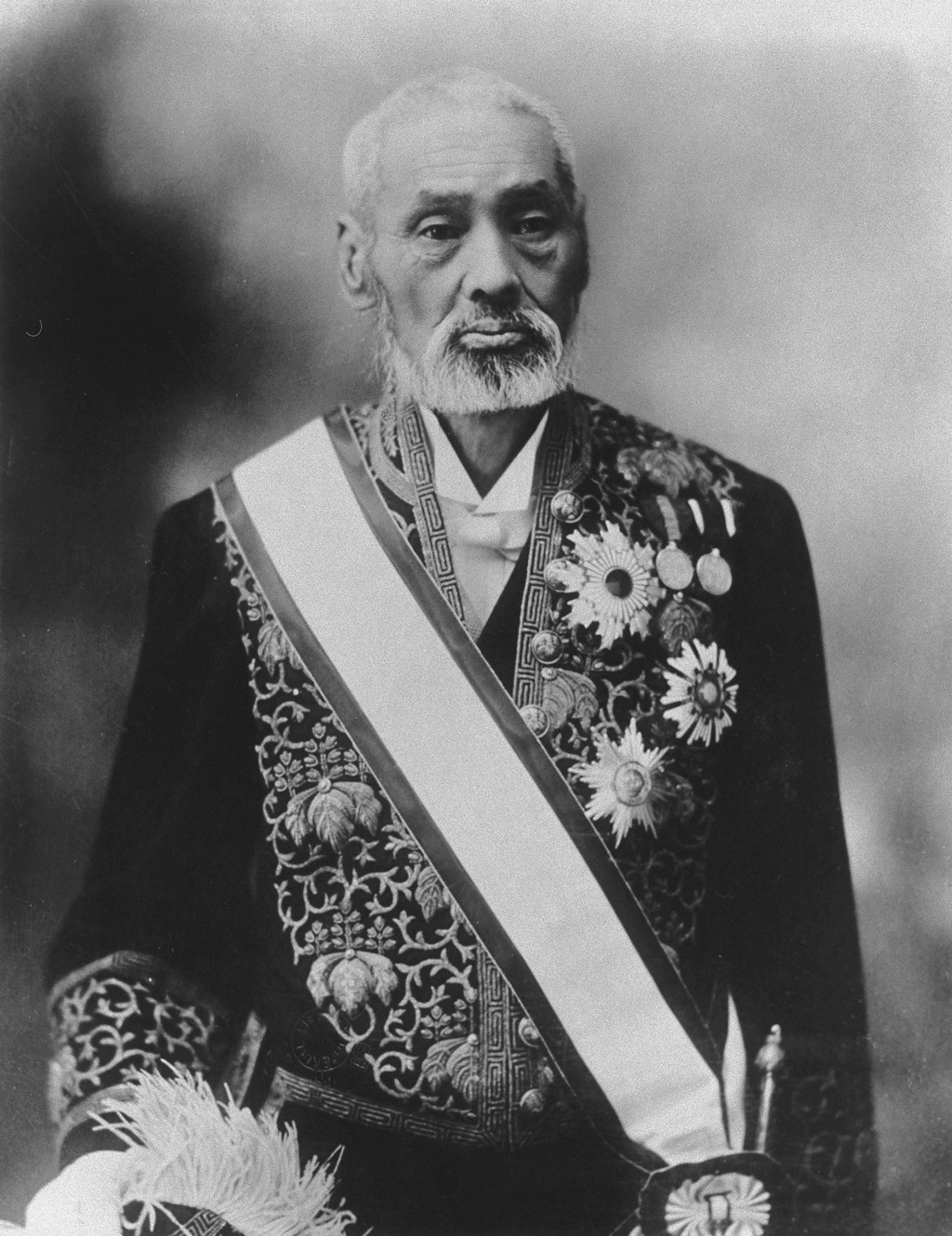
帝國學士院首任院長加藤弘之橡

- 帝國學士院設置到初任院長就任間由東京學士會院會長加藤弘之進行職務代理[12]。